# 升望
升望（1980年7月26日—），日本女性聲優，埼玉縣出身，Raccoon Dog所屬。

## 主要出演作品

### 電視動畫
2002年
- 數碼寶貝04無限地帶（小泉的朋友）

2003年
- 銀河鐵道物語（瑞秋·相原、年幼的有紀學、兔女郎、車內販賣）

2004年
- 女孩萬歲（小雨）
- 沙漠神行者（大波波子）
- （吉祥丸（詩織））
- 忘卻的旋律（女僕）

2005年
- 武器種族傳說（フィオラ）
- （藤森由美子）
- 女孩萬歲（小雨）
- 我們的仙境（亜麻根瑞穂（釘バット））
- 雙子公主（イシェル、キャンディ）

2006年
- 女生愛女生（惠）
- Ghost Hunt（高橋優子、惠子）
- RED GARDEN（アンナ）

2007年
- 灼眼的夏娜II（藤田晴美）
- 魔法少女奈葉StrikerS（亚露特·库拉艾特、迪艾琦）
- 幸運☆星（柊祈）
- 雙子公主Gyu!（諾傑）

2008年
- 紅（村上銀子）
- 楚楚可憐超能少女組（女孩子）
- 魔法學園MA（友子）

2009年
- 地下城與勇士（妹B）
- 大正野球娘。（女子A）
- WHITE ALBUM（河島遙[1]、櫻團7）
- 奇蹟列車～歡迎來到大江戶線～（キャンペーンガール）
- 聖劍鍛造師（菲奧‧阿特金茲）

2010年
- 神隱之狼（四方田唯、廣告旁白）

2011年
- 灼眼的夏娜III（Final）（藤田晴美）

2012年
- 冰果（點心製作研究會部員B）

2014年
- 月刊少女野崎君（女學生、女子）
- 信長協奏曲（松平竹千代）

2015年
- 魔法少女奈葉Vivid（迪艾琦·中島）

2018年
- 妖怪手錶 光影之卷（少年A、少年B、江藤）
- 多田君不戀愛（來賓者）

2019年
- 流汗吧！健身少女（廣播）

2022年
- 終末的後宮（廣播）

### OVA
- 海底嬌娃藍華（ミドリ）
- 灼眼的夏娜SP「戀愛與溫泉的校外教學！」（藤田晴美）
- 眷戀你的溫柔（月島）

### 劇場版動畫
2014年
- 玉子愛情故事（幼年餅藏）

### 遊戲
- （大風一夏）

## 外部連結
- profit的介紹頁（页面存档备份，存于）
- 〈個人網頁〉

1. ↑  .   [2025-07-20]. （原始内容存档于2009-01-26） （日语）.